# Casa Giorgione
Casa Giorgione è una casa museo di Castelfranco Veneto, situata nel centro storico della città, accanto al duomo di Santa Maria Assunta e San Liberale.

## Generalità
Secondo una notizia seicentesca mai confermata, fu la dimora dell'artista Giorgione tra XV secolo e XVI secolo. Più verosimilmente fu la casa della famiglia Pellizzari, dove Giorgione lavorò in gioventù.
Il museo Casa Giorgione è stato inaugurato il 9 maggio 2009 per il cinquecentenario della morte dell'artista, volendo ricostruire un ambiente che desse l'idea della cultura e dell'epoca in cui Giorgione visse e operò. Vi è conservata una delle prime opere attribuite all'artista, il Fregio delle arti liberali e meccaniche.